# Trachylepis planifrons
Trachylepis planifrons är en ödleart som beskrevs av  Peters 1878. Trachylepis planifrons ingår i släktet Trachylepis och familjen skinkar. Inga underarter finns listade i Catalogue of Life.